# 서상희
서상희(徐相熙, 1965년 5월 30일 - )는 대한민국의 충남대학교 수의학과 교수이다. 서상희 교수가 이끄는 연구팀이 한국시각 기준으로 2009년 5월 15일 오후 2시에 세계최초로 신종 인플루엔자에 대한 인체백신을 개발했다고 5월 18일에 발표했다.

## 세계최초H5N1인체백신
2009년 5월 15일, 충남대 수의학과 서상희 교수 연구팀은 미국 CDC에서 신종플루의 H5N1 바이러스를 분양받은 지 11일만에 유전자 재조합 기법을 이용해 독성이 없고, 대량생산이 가능한 인체 백신주를 개발했다.
한국 KCDC는 전세계 바이러스를 보유하고 있지 않지만, 미국 CDC는 과거 현재의 모든 전세계 바이러스를 보유하고 있다.
독감 바이러스 확보 후 11일만에 백신 제조능력은, 새로운 독감이 창궐할 때마다, 즉시 신종 독감에 대한 백신을 개발할 수 있다는 의미이다. 기존에 개발된 백신은 70%의 면역능력 밖에 없다.
H5N1은 조류독감 바이러스의 하나로서, 1918년 스페인 독감으로 유명하다. 스페인 독감은 1918년 미국에서 최초 발생, 당시 1차 세계대전으로 미군이 대규모로 유럽에 참전하여 퍼진 것으로 알려져 있으며, 전세계에서 2500만명에서 1억명이 사망했으며, 14세기 유럽 흑사병 보다 강력해 세계 최악의 역병으로 불린다. 1919년 3.1운동은 1918년 스페인 독감으로 조선에서 14만명이 사망해, 시골에 농부가 없을 정도로 다 죽었다고 하여, 쌀가격이 폭등했으며, 이 원성이 일본 정부의 학정 때문이라는 불만으로 표출된 것으로도 알려져 있다. 1919년 초에 고종이 사망했는데, 일본 정부가 독살한 것이라는 소문도 3.1 운동의 도화선이 되었다. 2009년 H5N1이 세계에 대유행을 하여 14,000명이 사망했다. 조류독감 H5N1 바이러스가 돌연변이를 하면 조류독감 H5N1 바이러스로 변한다고 추정되고 있다.

## 연표
- 2008년 5월 - 충남대학교 수의학과 서상희 교수(43)는 국내 최초로 WHO와 미국 CDC의 인체 감염 AI 균주(菌株) 취급 허가를 받았다.
- 2008년 7월 - 서상희 교수는 정부에서 동물 실험이 가능한 BL3 실험실을 인증받았다.
- 2008년 10월 7일 - 서상희 교수가 세계 4번째로 슈퍼독감 인체백신 개발에 성공했다.
- 2009년 5월 15일 - 세계최초로 H5N1 인체백신을 개발했다.

## 같이 보기
- 돼지 인플루엔자
  - 2009년 돼지 인플루엔자 사태
- 백신
- BL3 실험실 - 충남대에는 국내 5곳 뿐인 BL3 실험실이 있다.
- H5N1